# Veli Kavlak
Veli Kavlak (ur. 3 listopada 1988 w Wiedniu) – austriacki piłkarz pochodzenia tureckiego występujący na pozycji pomocnika.

## Kariera klubowa
Kavlak treningi rozpoczął w 1995 roku w klubie SV Post Wiedeń. W tym samym roku przeszedł do juniorów Rapidu Wiedeń. W 2004 roku został włączony do jego pierwszej drużyny. W austriackiej Bundeslidze zadebiutował 22 maja 2005 roku w przegranym 1:4 pojedynku z Red Bull Salzburg. W 2005 roku zdobył z klubem mistrzostwo Austrii. 13 maja 2006 roku w wygranym 6:0 spotkaniu z SV Ried strzelił pierwszego gola w Bundeslidze. W 2008 roku zdobył z zespołem mistrzostwo Austrii, a w 2009 roku wywalczył z nim wicemistrzostwo Austrii.
W 2011 roku Kavlak przeszedł do tureckiego klubu Beşiktaş JK.

## Kariera reprezentacyjna
Kavlak jest byłym reprezentantem Austrii U-16, U-17, U-19, U-20 oraz U-21. W 2006 roku wraz z kadrą U-19 dotarł do półfinału Mistrzostw Europy U-19. W 2007 roku z reprezentacją U-20 zajął 4. miejsce na Mistrzostwach Świata U-20.
W pierwszej reprezentacji Austrii zadebiutował 24 marca 2007 roku w zremisowanym 1:1 towarzyskim meczu z Ghaną.